# Люга (Можгинський район)
Люга́ (рос. Люга) — присілок (колишнє селище) в Можгинському районі Удмуртії, Росія.
Урбаноніми:
- вулиці — 1-а Північна, 2-а Північна, Армійська, Вокзальна, Дачна, Дорожня, Жовтнева, Заводська, Колективна, Лісова, Лучна, Південна, Піонерська
- проїзди — Східний, Ялиновий
- заїзди — Дорожній

## Населення
Населення — 2064 особи (2010; 2272 в 2002).
Національний склад станом на 2002 рік:
- росіяни — 65 %